# The Lost Experience
The Lost Experience var ett alternate reality game baserat på den amerikanska TV-serien Lost. Spelet pågick i säsongsuppehållet mellan seriens andra och tredje säsong - mellan maj och september 2006. Spelet skapades av seriens upphovsmän och producerades av ABC, Channel 7 och Channel 4, de TV-kanaler som sänder serien i USA, Australien respektive Storbritannien.

## Förhållandet till TV-serien
Spelet utspelade sig i samma värld som serien, men dess storyline löper huvudsakligen parallellt med, snarare än att den korsar, TV-produktionen. I spelets blickfång står det mystiska danska företaget Hanso-stiftelsen, vars namn hade nämnts i serien ett par gånger. Samtliga personer som medverkade i spelet undantaget stiftelsens grundare Alvar Hanso, har inte heller förekommit i serien. Hansos medverkan i serien begränsas till att hans namn nämnts som finansiären av DHARMA-initiativet, den sammanslutning som bland annat stod bakom uppförandet av de "stationer" som finns gömda runt omkring på den ö som serien utspelar sig på.
Noterbart är också att händelserna i spelet utspelar sig i realtid, sommaren 2006, medan TV-serien vid samma tid skildrade vad som inträffat i november 2004.

## Handling
Spelet började med att Hanso-stiftelsens webbplats, www.hansofoundation.com, öppnade upp. Här presenterades stiftelsen, dess projekt som alla sades ha inletts i syfte att förbättra människans livsvillkor. Ganska snart visade sig också att sajten var utsatt för intrång av en hacker som kallade sig själv Persefone. Ytterligare en person som tidigt trädde in i handlingen var konspirationsteoretikern DJ Dan, som via sina webbplatser djdan.am och letyourcompassguideyou.com, spridde sina åsikter som Hanso-stiftelsen via pod-radio.
I maj 2006 släpptes även romanen Bad Twin i amerikanska bokhandlar. Författaren angavs vara Gary Troup, en av passagerarna på Oceanic Airlines Flight 815, det plan vars haveri hade inlett TV-serien. I videoklipp som fanns gömda på bokens egen webbplats, kunde man även ta del av en intervju med Troup, där det framkom att också han var stark kritisk till Hanso-stiftelsen. Denna figurerade även, och sattes i dålig dager, i Bad Twin.
Andra tidiga inslag i världen kring Lost Experience inkluderade radio- och TV-reklam för Hanso-stiftelsen och ytterligare webbplatser som kritiserade den.
Snart framkom det att kvinnan bakom pseudonymen "Persephone" hette Rachel Blake, och att hon också la ut hemliga meddelande på sin webbplats rachelblake.com. Blake kom sedan att bli spelets huvudperson, och ett flertal videoklipp med henne dök upp runt omkring på nätet, där fler och fler pusselbitar gavs för att komma vidare i spelet och ge fler upplysningar om Hanso-stiftelsen och personerna bakom stiftelsen - främst dess grundare, Alvar Hanso, och dess vid denna tid verkställande direktör, Thomas Mittelwerk. Framför allt Mittlewerk fick ta emot mycket kritik från Blake, DJ Dan, och deras meningsfränder. 
Parallellt med detta presenterades Troups förra bok The Valenzetti Equation på webbplatsen valenzettiequation.com, och när talesmannen för Hanso-stiftelsen, efter att ha gjort ett framträdande på TV-nätverket ABC:s talkshow Jimmy Kimmel Live, i ett försök att rentvå stiftelsen från Troups och internethackarnas anklagelser, dog i en bilolycka, gav Blake Mittlewerk skulden.
På ett seriemmässan i San Diego dök Blake upp live, och tillkännagav sin nya webbplats hansoexposed.com. Ett par dagar senare började en uppstyckad videofilm dyka upp på nätet; Blake hade lyckats smygfilma ett möte med stiftelsens företrädare, under ledning av Mittlewerk. Här inkluderades även en film från 1975 i vilken Alvar Hanso själv framträder.
Blakes nästa steg blev att lansera sajten whereisalvar.com, där hon hävdade att Alvar Hanso varit försvunnen i fyra år och hon uppmandade människor att köpa choklad av märket Apollo och mejla in foton på sig hållande chokladen, som en protest mot stiftelsen. När tillräckligt många foton hade kommit in lovade Blake att avslöja "den stora sanningen" om stiftelsen.
Spelet fick sin avslutning när Rachel Blakes sista video blev tillgänglig för allmänheten. Det visade sig att Mittlewerk höll Alvar Hanso inspärrad i ett hus i Narvik, i syfte att kunna utnyttja de kunskaper som stiftelsen ådragit sig genom sin forskning - och dessutom framkom att Blake var Hansos dotter. Som ett resultat av detta avslöjande kunde Hanso friges, och i DJ Dans sista radioutsändning skildrades hur stiftelsens högkvarter attackerades av uppretade folkskaror. Dagen efter kunde man på Hanso-stiftelsens webbplats läsa att Alvar Hanso återtagit makten från Mittlewerk, och att man nu skulle börja försöka sona de brott som man gjort sig skyldiga till. I ett gömt meddelande låter dock Mittlewerk meddela att även om Hanso har vunnit striden, är kriget ännu inte över. Han avslutar med en varning: "Jag har viruset - jag har viljan; och jag kommer inte misslyckas".

## Fiktion i verkligheten
Skaparna av The Lost Experience var måna om att sudda ut gränserna mellan verklighet och fiktion. Sålunda dök både "Rachel Blake" och "Hugh McIntyre" upp som verkliga personer i verkliga sammanhang, inför spelarnas ögon (seriemässan i San Diego respektive Jimmy Kimmels talkshow), och alla kunde köpa ett eget exemplar av "Gary Troups" bok. Vidare producerades "Apollo"-choklad för försäljning i USA, Storbritannien och Australien, och i såväl press som radio och TV förekom reklam för Hanso-stiftelsen. Ytterligare en twist var att "Hugh McIntyre" refererade till TV-serien Lost som något som producerades i syfte att misskreditera Hanso-stiftelsen.
Även verkliga företag som Sprite och Jeep "inledde samarbete" med Hanso-stiftelsen under spelets gång.

## Avslöjanden om TV-seriens mysterier i spelet
Även om spelet till största delen behandlar företeelser som bara indirekt rör TV-serien, bidrog det även till flera nya avslöjanden seriens mysterier:
- DHARMA visade sig vara en förkortning av Department of Heuristics and Research on Material Applications (Avdelningen för heuristik och forskning på materiella aplikationerr).
- Talserien 4-8-15-16-23-42 är lösningen på den så kallade Valenzetti-ekvationen. Forskningen som ledde fram till utformandet av ekvationens lösning var till en början understött av FN, som senare dock stoppade den.
- Genom ekonomiskt stöd från Alvar Hanso och Hanso-stiftelsen kunde DHARMA i hemlighet återuppta forskningen och så småningom komma fram till ekvationens lösning - "siffrorna". Lösningen bidrog till att man kunde beräkna exakt tidpunkt för mänsklighetens undergång, och man upptäckte att genom att ändra miljömässiga och mänskliga faktorer kunde tidpunkten förskjutas. När detta sker märks det genom att någon eller några av parametrarna i ekvationens lösning - det vill säga någon av siffrorna - förändras.
- I syfte att lyckas genomföra dessa förändringar och därmed rädda mänskligheten byggde DHARMA upp hemliga stationer "på avlägsna platser runt om i världen".
- Hanso-stiftelsen officiella ståndpunkt under Mittlewerks ledning var att DHARMA-initiativet avslutades 1987. Huruvida detta är sant, vad skälen där till i så fall var, och om DHARMA:s arbete eventuellt fortsattes av Hanso-stiftelsen själva, är dock inte känt. Det förefaller dock som att man fortsatte DHARMA:s verk och att när Mittlewerk tog Hansos plats som ledare för stiftelsen, övergick man till allt mer radikala metoder för att lyckas.
- Alvar Hanso var den "någon" som Tom citerade i avsnitt 36 när han talade med Jack: Vet du - någon bra mycket smartare än någon här sa en gång: 'Sedan vår arts uppkomst har människan varit välsignad med nyfikenhet'
- "Black Rock", det skepp som ligger strandat långt inne i djungeln på Lost-ön, stod under befäl av Alvar Hansos farfar, Magnus Hanso, och försvann från omvärlden år 1881.
- Hanso-stiftelsen har samarbetat både med Widmore Coroporations, som leddes av den familj som Desmonds före detta flickvän Penny tillhör, och Paik Heavy Industries, ägt av Suns far.

## Element från spelet som också synts till i TV-serien
Flera av spelets element hade även förekommit i TV-serien innan spelet började - såväl Apollo-choklad som manuset till "Bad Twin" hade synts till på ön. Senare har det även framkommit att den man som sögs in i en av det havererade flygplanets motorer i avsnitt ett av serien i själva verket var Gary Troup.

## Rollfigurer
Ett stort antal personer medverkade i The Lost Experience. Här listat de mest centrala. Undantagit Alvar Hanso och Gary Troup har ingen av dessa figurer setts eller nämnts i TV-serien.
| Namn              | Spelas av              | Yrke/Sysselsättning                    |
| ----------------- | ---------------------- | -------------------------------------- |
| Alvar Hanso       | Ian Patrick Williams   | Grundare av Hanso-stiftelsen           |
| Thomas Mittelwerk | Robert Greygrass       | VD för Hanso-stiftelsen                |
| Peter Thompson    | ?                      | Vice-VD för Hanso-stiftelsen           |
| Hugh McIntyre     | ?                      | Talesman för Hanso-stiftelsen          |
| Rachel Blake      | Jamie Silberhartz      | Datorhacker, Alvars dotter             |
| DJ Dan Lapinsky   | Javier Grillo-Marxuach | Discjockey och konspirationsteoretiker |
| Gary Troup        | ?                      | Författare                             |
| Enzo Valenzetti   | -                      | Matematiker                            |